# 神綺杏菜
神綺 杏菜（かんざき あんな、1997年3月6日 - ）は、日本の踊り手、YouTuber、TikToker、コスプレイヤー。女性。 血液型は不明。ファンの総称は「神綺ふぁむ」。

## 来歴
- 2015年
  - 3月 - 高校を卒業。大学・専門学校などには進学していない[2]。

- 2017年
  - 12月 - Pocochaで配信を開始[3]。

- 2018年
  - 11月 - プレシャスプロモーションに所属[4][5]。

- 2019年
  - 2月 - 2人組ユニット「Apiche（アピチェ）」を結成[6][7]。
  - 3月 - 大阪府大阪市の京セラドーム大阪で開催された関西コレクション2019S/Sに出演[8]
  - 7月 - 東京都千代田区の竹内ビルで「agaru Festival 2019」に出演[9]。東京都目黒区の恵比寿ガーデンプレイスで「シブスタ2019」に出演[10][11]。
  - 10月 - 東京都墨田区の両国サンライズ東京で「agaru Halloween Festival Power ÜP」に出演[12]。
  - 12月 - Apicheの解散に伴い、ソロ活動に専念。

- 2020年
  - 1月 - ワイモバイルのCMに出演[13]。

- 2021年
  - 7月 - TikTok、YouTubeショート、Instagramリール動画にて「踊ってみた」動画を投稿開始。以降、毎日22時に投稿を継続している。
  - 9月 - 東京都渋谷区のLIVE labo YOYOGIで「私立音泉学園付属 声舞高等学校文化祭【声舞祭】」に出演[14]。
  - 12月 - 東京都新宿区の新宿アルタで「SKYZ IDOL PARTY 8FLAG牧原ゆかり卒業」に出演[15]。

- 2022年
  - 1月 - LIVE labo YOYOGIで「私立音泉学園付属 声舞高等学校文化祭【声舞祭】」に出演[16]。
  - 3月 - LIVE labo YOYOGIで「私立音泉学園付属 声舞高等学校文化祭【声舞祭】」に出演[17]。
  - 4月 - 神奈川県横浜市のあかいくつ劇場で「Kawaii Prime vol.0.5」に出演[18]。
  - 8月 - 東京都新宿区のWild Side Tokyoで「カワプラ Kawaii Prime vol.3」に出演[19]。
  - 10月 - 埼玉県さいたま市のさいたまスーパーアリーナで「超パーティー2022」に出演[20]。東京都渋谷区の渋谷スターラウンジで「Kawaii Prime vol.5」に出演[21]。Mrs. GREEN APPLE TikTokライブにダンサーとして出演[22]。

- 2023年
  - 6月 - 東京都渋谷区の初台DOORSで「D-STAR⁂JUNCTION Vol,57」に出演[23]。
  - 7月 - TBS系列『音楽の日』にてあののステージにサポートダンサーとして出演[24]。
  - 8月 - プレシャスプロモーションを退所し無所属となる[25]。
  - 9月 - 愛知県名古屋市のRELATIONで「Palette Dance」に出演[26]。Instagramのサブスクリプション機能を開始。東京都渋谷区のシンクロビジョンにてYouTube Shortsの広告が掲載[27]。
  - 12月 - YouTube Creator Collective at Mashup Nightに参加。

- 2024年
  - 5月 - 味の素スタジアムにてFC東京の「TOKYO DANCE DAY」特設ステージダンスショーに出演[28]。
  - 11月 - YouTube Creator Collective at Mashup Nightに参加。
  - 12月 - 千葉県千葉市の幕張イベントホールで「YouTube Fanfest Japan 2024」に出演[29]。

- 2025年
  - 4月 - 東京都品川区の品川ステラホールの『LadySteady Premium』にてバックヤード配信のMCを担当[30][31]。千葉県千葉市の幕張メッセの『ニコニコ超会議2025』に出演[32]。

## 人物
- 4歳年上の姉と2歳年上の姉、3歳年下の弟がいる[33]。長姉は2019年に結婚した[34]。

- 靴の大きさは23cmである。

- 幼少期は習字を習っていたが、ダンススクールには通っておらず、独学でダンスを習得。

- 中学時代はダンス部に所属していた[35]。

- 高校時代は部活はしておらず、3年間パン屋でバイトをしていた[36]。

- 踊り手として活動する以前は歯科助手やコールセンター、派遣の仕事を経験[37][38][39]。

- 2021年8月に歯列矯正を開始した[40]。

- 「神“崎”」と誤表記されることが多いが、正しくは糸偏の「綺」[注 1]。「綺」にした理由は「崎」よりも姓名判断の結果が良かったためである[41]。

- 撮影・動画編集は自身で行っている。

- イメージカラーは緑。

- 好きな食べ物はキウイフルーツ、寿司（特にマグロ）、ゴーヤチャンプルー、蒙古タンメン中本、沖縄そば[42][43][44]。

- 好きな飲み物は炭酸水。

- 苦手な食べ物はパクチー、スポンジケーキ。

- ビールが苦手である[45]。

- 好きな動物は猫[46]。

- AAAの末吉秀太、Mrs. GREEN APPLE、FRUITS ZIPPERのファン。

- パーソナルカラーはイエベ春[47]。

- MBTIは非公開だが、1文字目は「I（内向型）」と明かしている[48][49]。

## 交友関係
- 北山ゆい
  - 2023年と2024年のYouTube Creator Collective at Mashup Nightで共演。
  - YouTube Fanfest Japan 2024で共演しており、北山の楽屋に長く滞在するほど親交が深い[50]。
  - 2024年12月12日、初コラボ動画を公開[51]。

- KOTARO IDE
  - 2023年6月2日、初コラボ動画を公開[52]。
  - 2023年と2024年のYouTube Creator Collective at Mashup Nightで共演。
  - FC東京 “TOKYO DANCE DAY” 特設ステージダンスショーで共演。

- ナナヲアカリ
  - 2024年6月4日、ナナヲのオリジナル曲『正解はいらない』の踊ってみた動画をナナヲ本人とKOTARO IDEと公開[53]。
  - 2025年2月1日、ナナヲのオリジナル曲『明日の私に幸あれ』の踊ってみた動画をナナヲ本人とKOTARO IDEと公開[54]。

- MINA
  - 2023年のYouTube Creator Collective at Mashup Nightで共演。
  - 2024年6月5日、MINAのオリジナル曲『天上天下唯我独尊』の踊ってみた動画をMINA本人と公開[55]。

- ASOBI同盟
  - 2023年のYouTube Creator Collective at Mashup Nightで共演。
  - 2024年10月2日、初コラボ動画を公開[56]。

- 遠坂めぐ
  - 2023年と2024年のYouTube Creator Collective at Mashup Nightで共演。
  - 2024年2月15日、遠坂のオリジナル曲『明日君に会えるせいだ』の踊ってみた動画を遠坂本人と公開[57]。
  - 2024年3月24日、遠坂のワンマンライブを観覧。
  - 2024年12月20日、遠坂のオリジナル曲『赤点だらけの毎日でも』 の踊ってみた動画を遠坂本人とKOTARO IDEと公開[58]。

- モフモフモー
  - 2023年のYouTube Creator Collective at Mashup Nightで共演。
  - 2024年4月19日、初コラボ動画を公開[59]。
  - 2024年6月13日、モフモフモーのオリジナル曲『勝ち確ガール』の踊ってみた動画をモフモフモー本人と公開[60]。
  - 2024年11月2日、TVアニメ【推しの子】の挿入歌の『POP IN 2』の踊ってみた動画を公開[61]。
  - 2025年1月28日、モフモフモーのオリジナル曲『ビジュのおまわりさん』の踊ってみた動画をモフモフモー本人と公開[62]。

## 主催イベント
| 開催日         | イベント名                        | 開催場所                     |
| -------------- | --------------------------------- | ---------------------------- |
| 2019年03月04日 | 神綺杏菜Lv.22BD祭                 |                              |
| 2020年03月08日 | 🤍🎂神綺 Lv.23爆誕祭🎂🤍          |                              |
| 2022年03月06日 | 🥝神綺レベルアップ祭🥝            | 東京都内                     |
| 2022年12月24日 | クリぼっちにはさせない会🎄2022    | 東京都内                     |
| 2023年02月19日 | 神綺の手作りガトショ受け渡し会🍫  | 東京都内                     |
| 2023年03月05日 | 🎂神綺1UP祭🎂                     | 東京都内                     |
| 2023年12月23日 | 神綺のクリぼっちにはさせない会'23 | 東京都内                     |
| 2024年03月03日 | 神綺杏菜爆誕祭'24                 | 大久保HOTSHOT(東京都)        |
| 2024年07月06日 | SG踊ってみたライブ                | SOUNDSGOOD(沖縄県)           |
| 2024年12月21日 | クリぼっちにはさせない会'24       | 東京都内                     |
| 2025年03月08日 | 神綺杏菜爆誕祭'25                 | BUZZ LIVE渋谷(東京都)        |
| 2025年08月16日 | 神綺杏菜夏のチェキ会              | エブリグランデ新大阪(大阪府) |

## 資格
- 2018年3月、セルフマツエク認定講師[80]

- 2018年4月、ダイエットアドバイザー[81]

- 2023年9月、運転免許[82]

## 受賞歴
- 2023年6月27日、YouTube Creator Awards 銀の盾（Silver Creator Award）[83]